# Middleby Auto Company

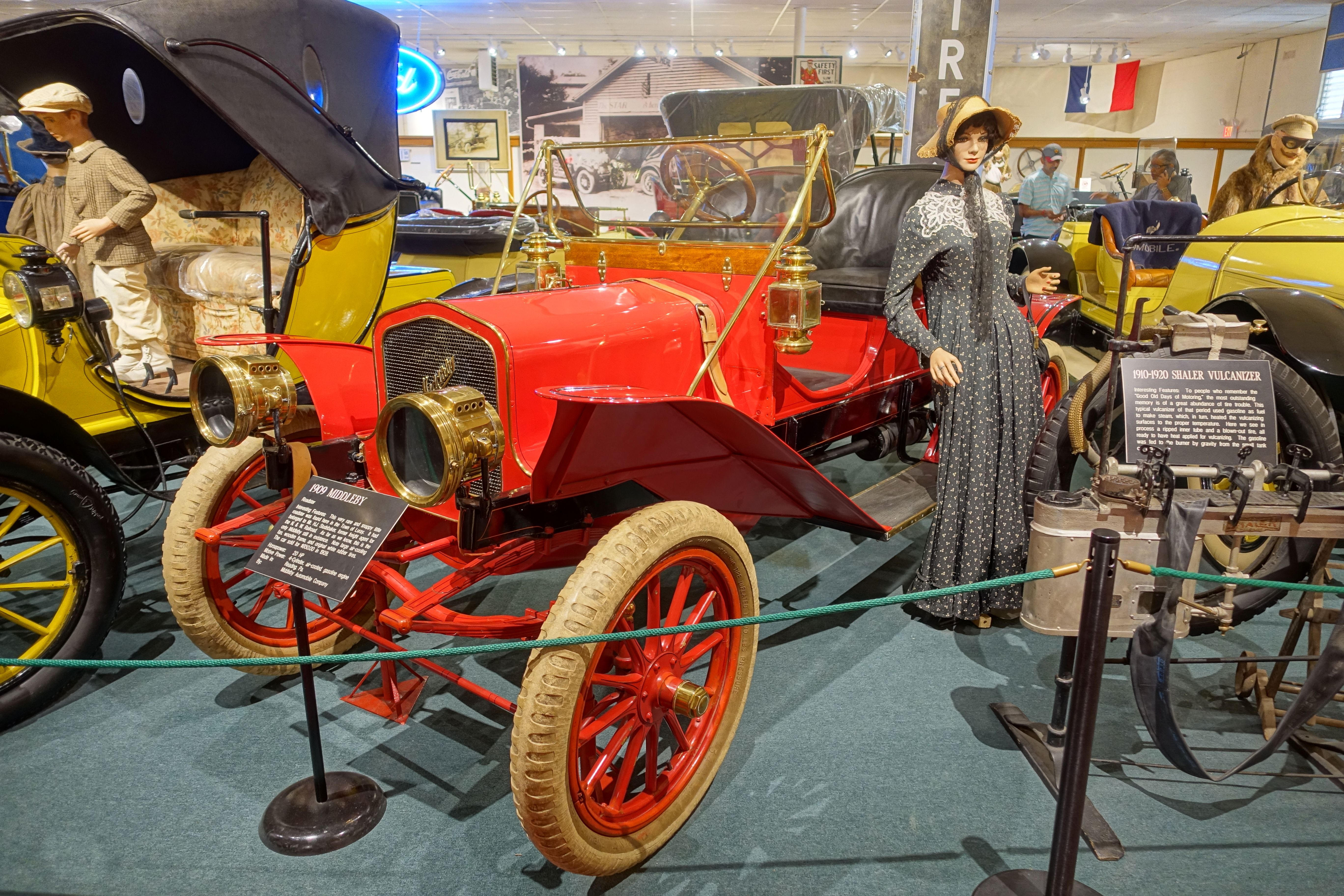
Middleby von 1909

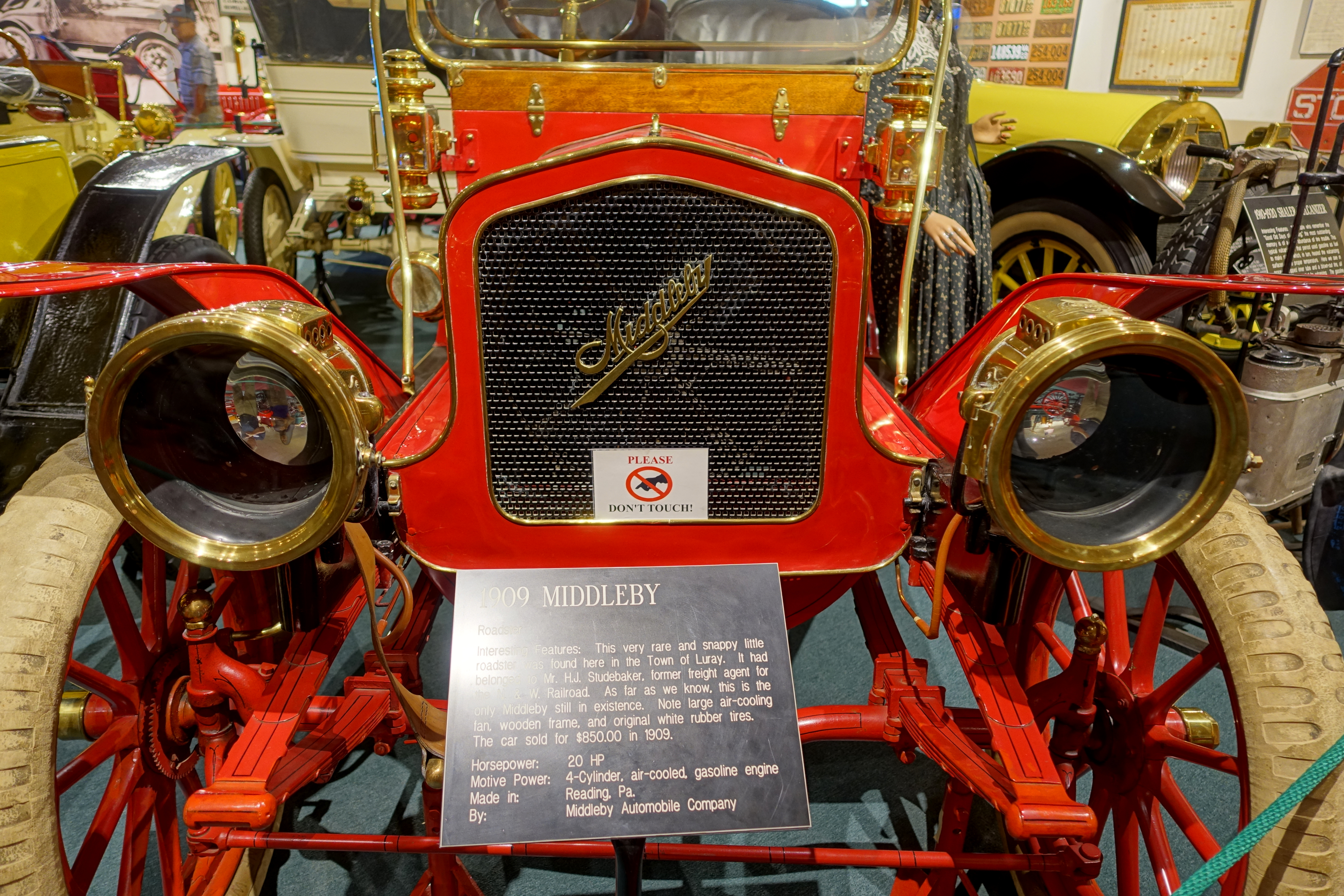
Frontansicht

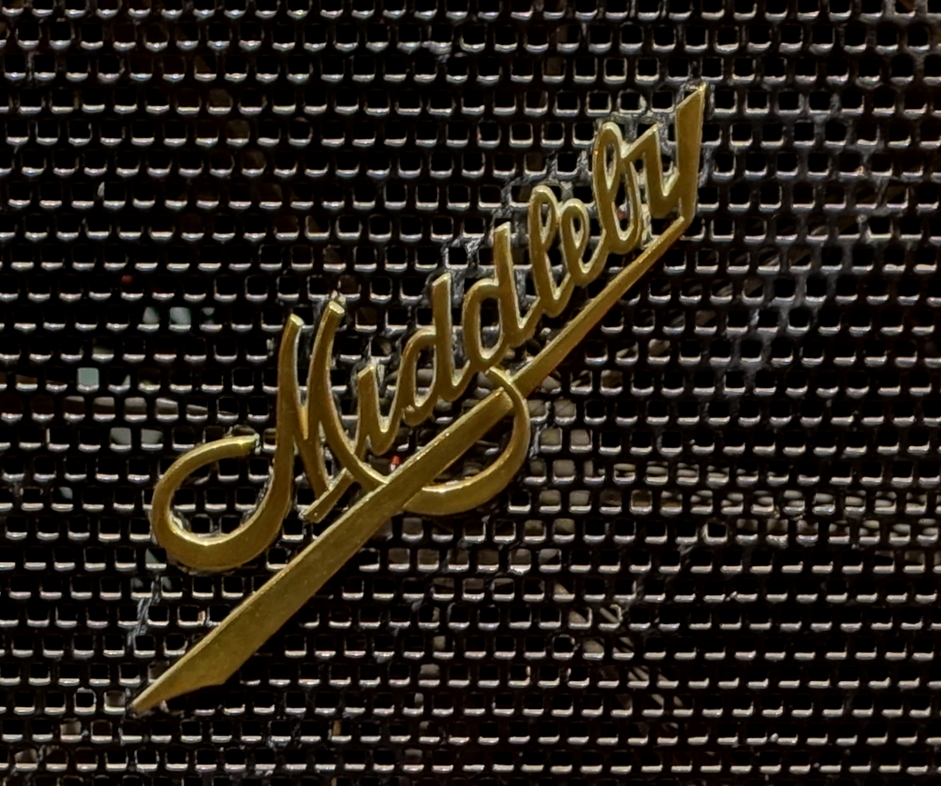
Schriftzug an der Fahrzeugfront

Middleby Auto Company war ein US-amerikanischer Hersteller von Automobilen. In der Literatur findet sich die Firmierung Middleby Automobile Company.

## Unternehmensgeschichte
Das Unternehmen wurde 1909 in Reading in Pennsylvania gegründet. Dazu wurde die Fabrik übernommen, in der vorher die Duryea Power Company Fahrzeuge der Marke Duryea herstellte. Zwei Quellen nennen Charles M. Middleby als Gründer. Eine andere Quelle gibt an, dass Joseph Middleby die treibende Kraft war. Die Produktion von Automobilen begann. Die Markennamen lauteten Middleby und Reading. Pro Jahr entstanden etwa 400 Middleby. Im Oktober 1913 endete die Produktion für beide Marken.

## Fahrzeuge

### Markenname Middleby
Die ersten Modelle hatten einen luftgekühlten Vierzylindermotor mit 25 PS Leistung. Das Fahrgestell hatte 274 cm Radstand. 1909 gab es den 25 HP in drei Ausführungen. Das Model A war ein zweisitziger Runabout, das Model B ein viersitziger Surrey und das Model C ein fünfsitziger Tourenwagen.
1910 entfielen die Modellbezeichnungen. Der 25 HP war als Tourenwagen, Toy Tonneau, Runabout, Double Rumble Roadster, Single Rumble Roadster und Surrey erhältlich.
Zwischen 1911 und 1913 stand nur der 40 HP im Sortiment. Der Vierzylindermotor mit 40 PS war nun wassergekühlt. Der Radstand war auf 310 cm verlängert worden. Genannt sind ein Tourenwagen mit fünf Sitzen und ein Roadster mit zwei Sitzen.
| Jahr      | Modell | Ausführung | Zylinder | Leistung (PS) | Radstand (cm) | Aufbau                                                                                     |
| --------- | ------ | ---------- | -------- | ------------- | ------------- | ------------------------------------------------------------------------------------------ |
| 1909      | 25 HP  | Model A    | 4        | 25            | 274           | Runabout 2-sitzig                                                                          |
| 1909      | 25 HP  | Model B    | 4        | 25            | 274           | Surrey 4-sitzig                                                                            |
| 1909      | 25 HP  | Model C    | 4        | 25            | 274           | Tourenwagen 5-sitzig                                                                       |
| 1910      | 25 HP  |            | 4        | 25            | 274           | Tourenwagen, Toy Tonneau, Runabout, Double Rumble Roadster, Single Rumble Roadster, Surrey |
| 1911–1913 | 40 HP  |            | 4        | 40            | 310           | Tourenwagen 5-sitzig, Roadster 2-sitzig                                                    |

### Markenname Reading
Das einzige Modell war der Forty. Er hatte einen Vierzylindermotor mit 49 PS Leistung. Von 1910 bis 1911 betrug der Radstand 305 cm. Als Aufbauten gab es während dieser Zeit Tourenwagen und Roadster.
1912 wurde der Radstand auf 310 cm verlängert. Ein Tourenwagen mit vorderen Türen ergänzte die zur Verfügung stehenden Karosserievarianten. 1913 änderte sich nichts am Sortiment.
| Jahr      | Modell | Zylinder | Leistung (PS) | Radstand (cm) | Aufbau                                       |
| --------- | ------ | -------- | ------------- | ------------- | -------------------------------------------- |
| 1910–1911 | Forty  | 4        | 40            | 305           | Tourenwagen, Roadster                        |
| 1912–1913 | Forty  | 4        | 40            | 310           | Tourenwagen, Roadster, Fore-Door Tourenwagen |